# Кост, Стив
Стив (Стивен) Кост (иногда Коуст) (англ. Steve (Stephen) Coast, род. 20 декабря 1980, Великобритания) — основатель проекта OpenStreetMap (OSM) в июле 2004 года. Позднее он стал сооснователем CloudMade.

## Карьера
Перед изучением информатики в University College London (UCL) Стив проходил практику в Wolfram Research. В 2006 году он с Ником Блэком создал технологическую консультацию ZXV Ltd. В 2008 году после инвестиций от Nikolaj Nyholm и Sunstone Capital она стала CloudMade. Стив ушёл из CloudMade в октябре 2010 года, но он остался акционером. 23 ноября 2010 Стив сообщил, что занимает пост главного архитектора Bing Mobile.

## Личная жизнь
Стив вырос в Уолдерслейде и Лондоне. В 2008 году он переехал в Сан-Франциско и в конце 2009 года он переехал в Колорадо. Стив и его жена Hurricane Coast (урождённая McEwen) живут в Денвере. 23 ноября 2010 года Стив сообщил, что он переезжает в Сиэтле, Вашингтон.